# Coenotephria nigrofasciata
Coenotephria nigrofasciata là một loài bướm đêm trong họ Geometridae.